# Aaron Taylor-Johnson
Aaron Taylor-Johnson, geboren als Aaron Perry Johnson (High Wycombe, 13 juni 1990), is een Brits acteur.

## Biografie
Hij is de zoon van een huisvrouw en een ingenieur. Johnson begon op zesjarige leeftijd met acteren. In 1999 speelde hij de zoon van MacDuff in Macbeth. Tevens speelde hij in 2000 in All My Sons. Hij ging kort daarna acteren in televisiefilms en in grotere filmproducties. Zijn doorbraak kwam na zijn optreden/acteerprestatie als John Lennon in de film Nowhere Boy (2009). Ook zijn rol in de film Kick-Ass (2010) was een succes.
Johnson ontmoette de 23 jaar oudere regisseuse Sam Taylor-Wood op de set van de film Nowhere Boy (2009). Het stel maakte op de première van de film in oktober 2009 hun verloving bekend. Ze trouwden op 21 juni 2012. Ze hebben samen twee dochters die beiden voor het huwelijk geboren werden. Taylor-Wood heeft twee dochters uit een eerder huwelijk. Na het huwelijk veranderde hij officieel zijn achternaam in Taylor-Johnson.
Taylor-Johnson won in 2017 met de film Nocturnal Animals een Golden Globe voor beste mannelijke bijrol.

## Filmografie
- Tom & Thomas (2002)
- The Apocalypse (2002)
- Behind Closed Doors (2003)
- Shanghai Knights (2003)
- Dead Cool (2004)
- The Thief Lord (2006)
- The Illusionist (2006)
- Fast Learners (2006)
- The Best Man (2006)
- The Magic Door (2007)

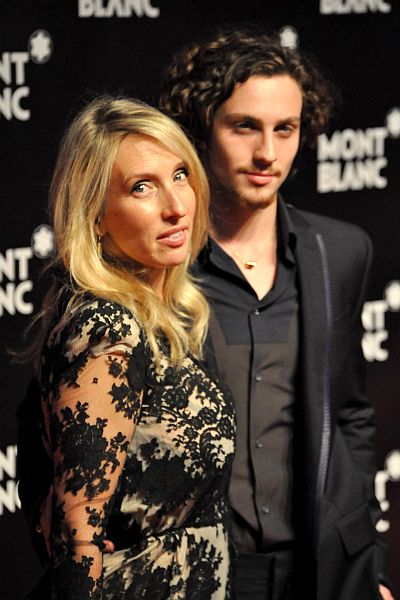
Johnson met zijn (toenmalig) verloofde Sam Taylor-Wood in september 2010

- Sherlock Holmes and the Baker Street Irregulars (2007)
- Dummy (2008)
- Angus, Thongs and Perfect Snogging (2008)
- The Greatest (2009)
- Nowhere Boy (2009)
- Kick-Ass (2010)
- Chatroom (2010)
- Albert Nobbs (2011)
- Savages (2012)
- Anna Karenina (2012)
- Kick-Ass 2 (2013)
- Captain America: The Winter Soldier (2014)
- Godzilla (2014)
- Avengers: Age of Ultron (2015)
- Nocturnal Animals (2016)
- The Wall (2017)
- Outlaw King (2018)
- A Million Little Pieces (2018)
- Tenet (2020)
- Bullet Train (2022)
- The Fall Guy (2024)
- Kraven the Hunter (2024)
- Nosferatu (2024)
- 28 Years Later (2025)